# Apatophyseinae
Apatophyseinae es una  subfamilia de coleópteros dentro de la familia Cerambycidae. Considerada sinónimo de Dorcasominae por algunos taxónomos. Dorcasominae incluye dos tribus, Apatophyseini y Dorcasomini y muchos géneros.

## Tribus
Comprende las siguientes tribus:
- Apatophyseini[3]